# NGC 6275
NGC 6275 este o seyfert 1 galaxy⁠(d) situată în constelația Dragonul. A fost descoperită în 5 august 1886 de către Lewis A. Swift.